# Hřivice
Obec Hřivice se nachází v okrese Louny, kraj Ústecký, v údolí potoka Hasiny, zhruba devět kilometrů jihozápadně od Loun. V obci, kterou kromě Hřivic tvoří také vesnice Markvarec a Touchovice, žije 631 obyvatel.

## Název
Název vesnice je odvozen ze jména Hříva ve významu ves lidí Hřívových. V historických pramenech se název vsi objevuje ve tvarech: de Hrzywicz (1316), de Hrziwicz (1318), Hrziuicz (1369–1405), w hrziwiczych (1544) nebo Hržiwicze (1623).

## Historie

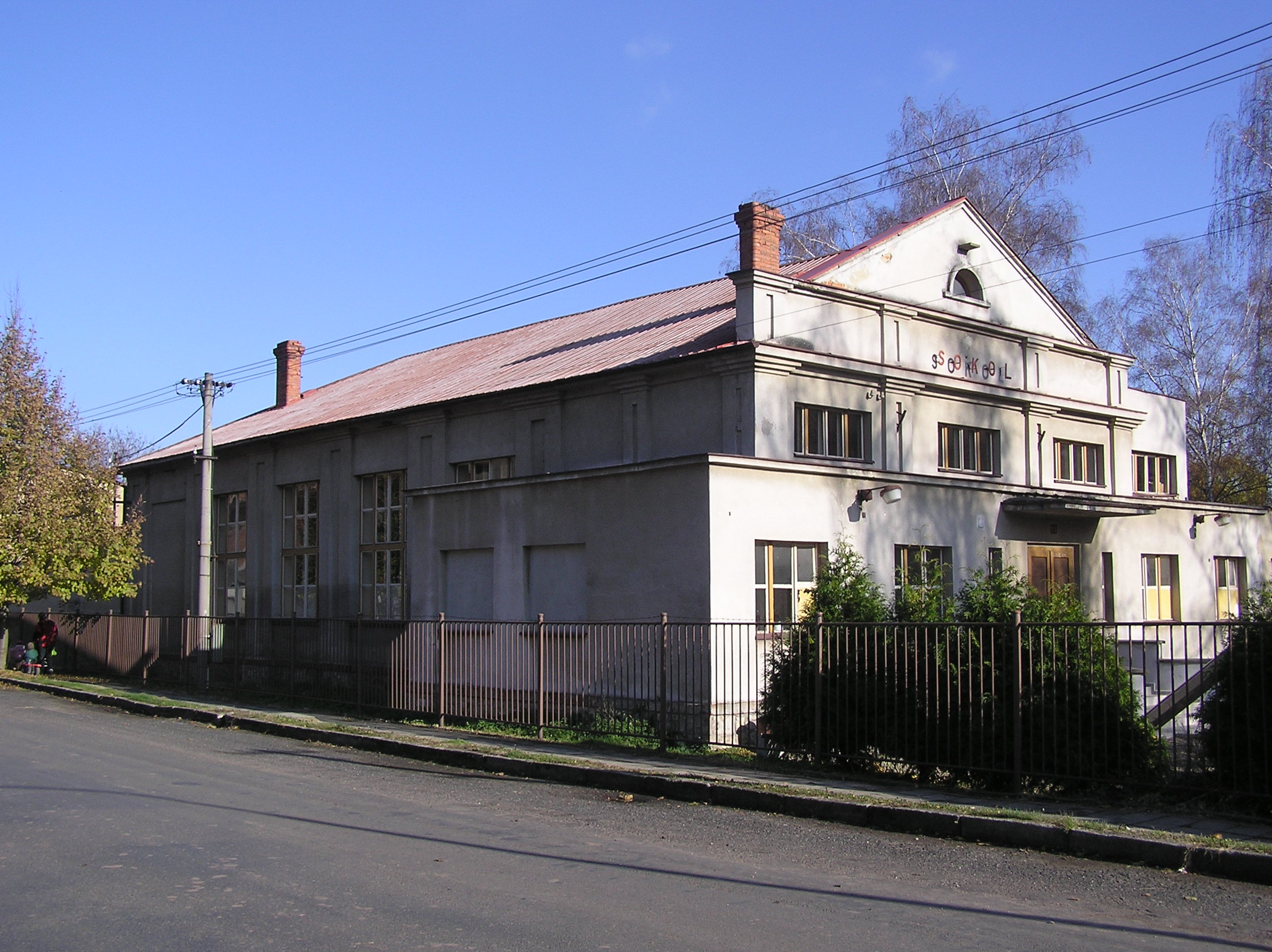
Sokolovna z roku 1934

První písemná zmínka o vesnici pochází z roku 1316, kdy šlechtic Dalibor z Kozojed pohnal k zemskému soudu vladyky Petra, Příbíka a Oldřicha z Hřivic za to, že mu učinili škodu na jeho majetku v Divicích a Hořanech. Později se podle Hřivic psaly dva rytířské rody: Kozelkové ze Hřivic a Slachové ze Hřivic. Oba měly v erbu hříč. Slachové i Kozelkové Hřivice opustili do třicátých let 16. století. V roce 1535 prodal Jan Slach z Hřivic svou tvrz ve vsi Kateřině Bílenské z Chrámců, čímž panství Hřivických nad jejich rodovou vesnicí skončilo. Od 16. století byly Hřivice rozděleny na čtyři díly, přičemž každý z nich měl vlastní vrchnost a svého vlastního rychtáře. Tento stav trval až do roku 1849. Největší díl byl spojený s tvrzí.
Kupní smlouva z roku 1572 mezi Kateřinou Močidlanskou a Jiřím Horou z Ocelovic přináší o Hřivicích mnoho informací. Tvrz, zbořená někdy koncem 17. století, stávala ve dvoře a měla věžovitou podobu. Okolo vesnice byly lesy, rybníky, ovocné zahrady, chmelnice a vinohrady. Ve smlouvě se opakuje i nejstarší hřivické pomístní jméno Kuchyňka, použité už roku 1526 pro dubový les. Ještě v roce 1572 koupil tento hřivický díl Šebestián z Vřesovic. Ten připojil tvrz s jedenácti příslušnými statky k Novému hradu, s nímž byly spojeny až do zrušení roboty. Na začátku třicetileté války patřil díl vsi Adamu Jindřichu Hruškovi z Března, kterému byl zabaven během pobělohorských konfiskací.

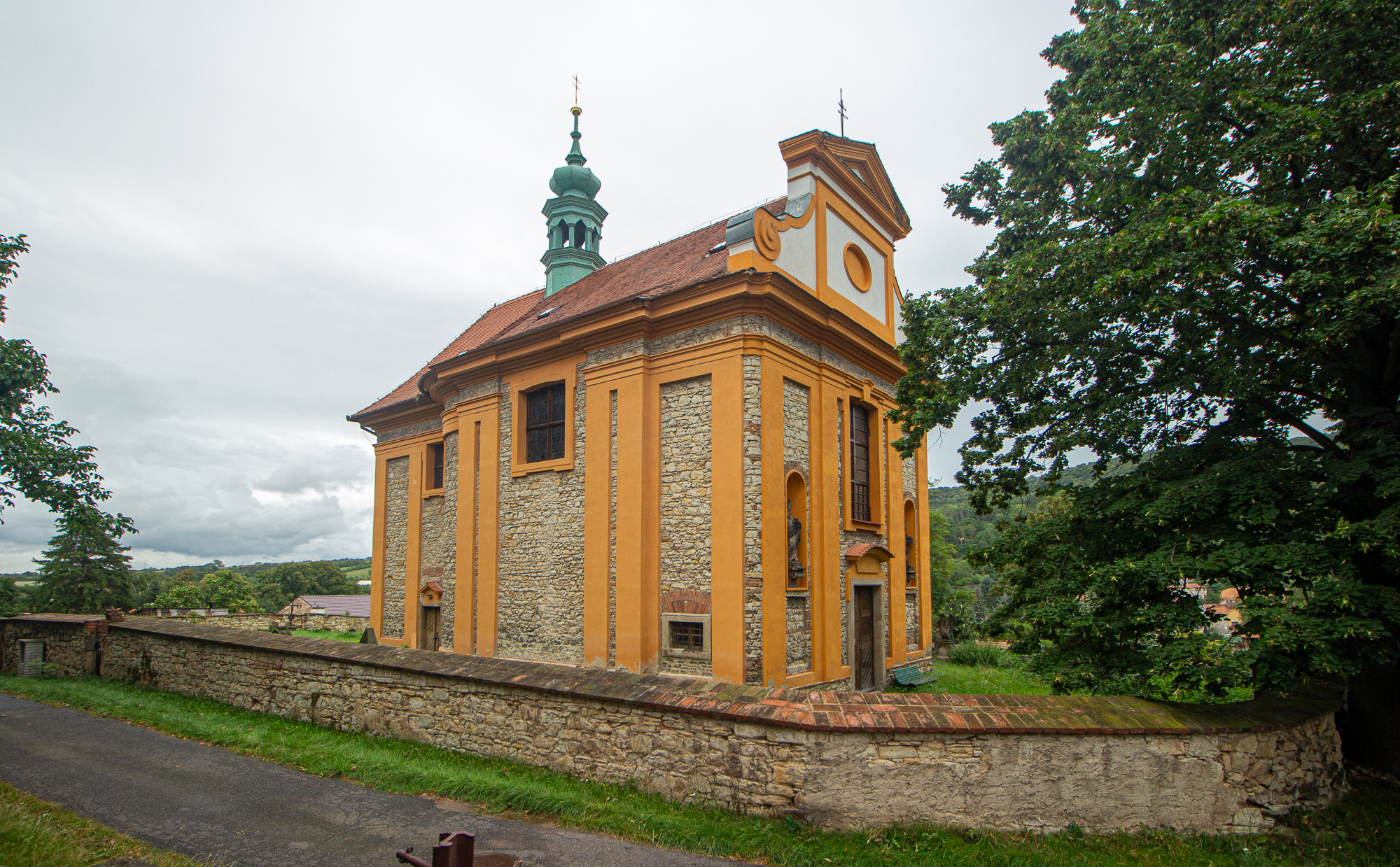
Kostel svatého Jakuba apoštola

Třicetiletá válka Hřivice zpustošila. Berní rula z roku 1654 uvádí na všech čtyřech dílech Hřivic celkem 26 usedlostí, devět selských a sedmnáct chalupnických. Z toho čtrnáct bylo označeno jako pustých, tzn. že z hospodářství nebylo možné platit berni.
V předhusitském období byly Hřivice sídlem hřivické farnosti. Písemně doloženo to je k roku 1355, kdy byl duchovním správcem farář Velislav. Zřejmě během husitských válek přestala být hřivická fara obsazena. Poslední zpráva o faráři v předbělohorském období pochází z roku 1549, pak už nejsou o faře ve Hřivicích žádné zprávy. Po třicetileté válce spadaly Hřivice do opočenské farnosti. Tam vedené hřivické matriky umožňují sledovat, jak se dotkly hladomory a morové epidemie v 18. století hřivických obyvatel. Morová epidemie z let 1713–1714 do Hřivic vůbec nedošla, zatímco při hladomoru počátkem sedmdesátých let 18. století byla úmrtnost takřka trojnásobná.
Na východě obce při cestě na Hořany stávala osada Babylon. Toponymum Babylon se poprvé objevuje v jedné kupní smlouvě z roku 1526, tehdy je ještě nazýván loukou. Podruhé pak v konfiskačním protokolu z roku 1623, kterým byla majiteli Nového Hradu Volfovi staršímu z Vřesovic zabavena třetina majetku. Babylon je zde vyjmenovaný v jedné řadě s ostatními vesnicemi, jednalo se tudíž o sídlo. Babylon patřil do novohradského dílu Hřivic. Další zpráva z roku 1647 uvádí Babylon jako vylidněný. Podle berní ruly z roku 1654 stálo v Babylonu pět pustých usedlostí. Po třicetileté válce zde však byla dvě hospodářství obnovena. V příslušných urbářích lze posloupnost jejich majitelů sledovat od roku 1671. Babylon byl vždy jen osada, nikdy neměl vlastní samosprávu.

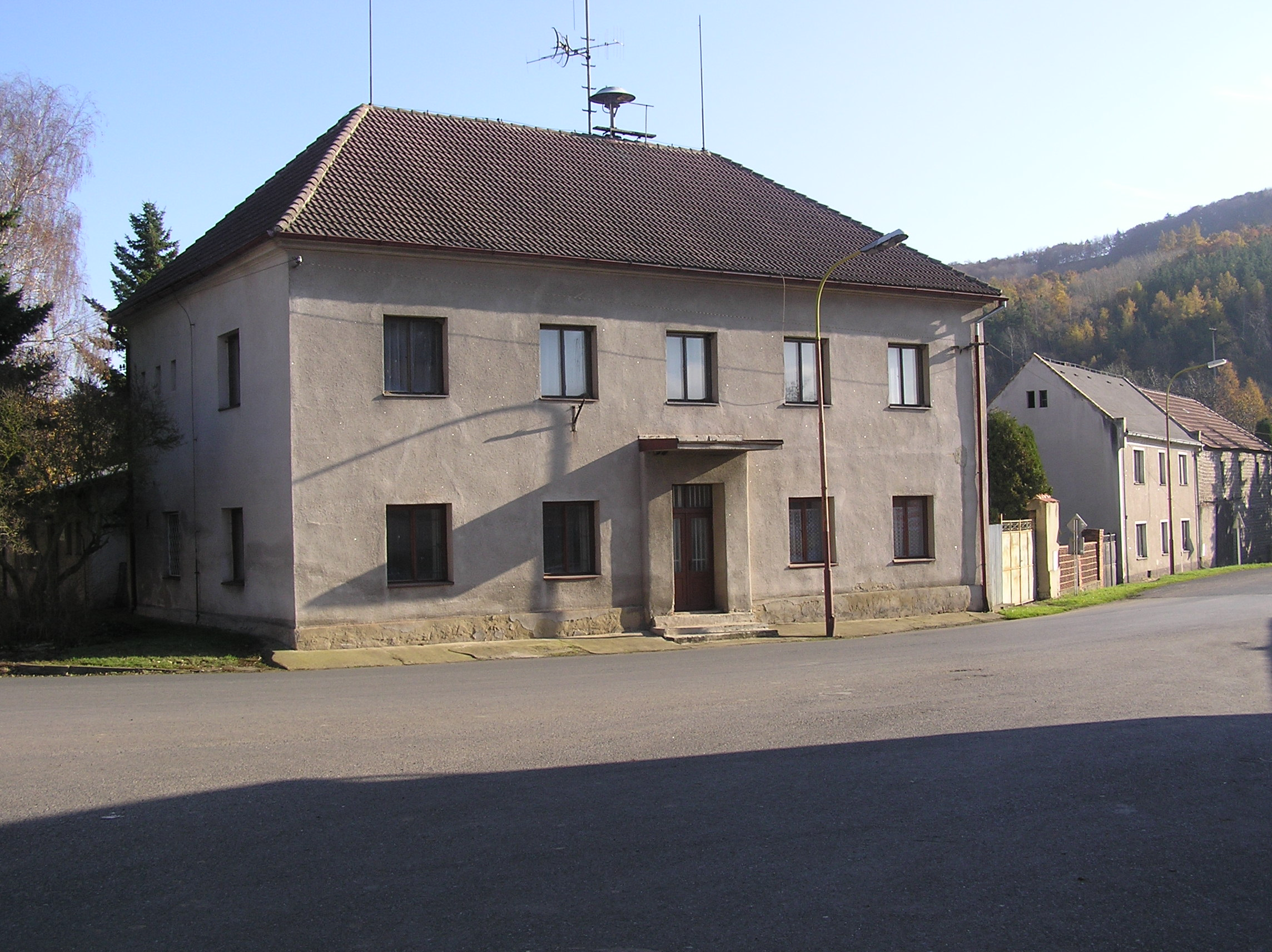
Stará škola z roku 1864

Škola ve Hřivicích byla postavena roku 1801 nákladem obcí Hřivice, Solopysky, Hořany, Konětopy a Markvarec. Do té doby navštěvovaly děti školu v Opočně nebo v Lipenci. Prvním hřivickým učitelem byl Vilém Teiml z Jesenice. Nová školní budova, dnešní čp. 22, byla postavena v roce 1864.
Hřivickým specifikem v oblasti obecní správy bylo, že každý z dílů vesnice – novohradský, litoměřický (majetek litoměřické kapituly) a postoloprtský měl svého vlastního rychtáře. Pouze díl města Žatce nikoliv, protože se skládal jen z jednoho statku. Tento stav skončil až se zrušením patrimoniální správy březnovou ústavou roku 1849. V roce 1850 byl ve Hřivicích zvolen první společný starosta pro celou obec, Václav Hábl.
Už od období raného novověku bylo pro Hřivice charakteristické pěstování chmele. V pramenech je k roku 1526 uvedena chmelnice ve stráni naproti tvrzi. Hřivické chmelařství přečkalo i třicetiletou válku. Podle berní ruly pěstovali chmel poddaní téměř na všech obydlených statcích, jejich rozloha činila dva hektary. Podle údajů o sto let mladšího tereziánského katastru se rozloha poddanských chmelnic zvětšila dvojnásobně. V roce 1862 už hřivičtí chmelaři hospodařili na 38 hektarech. Celkem 90 % z toho patřilo jednotlivým pěstitelům, zbytek příslušel schwarzenberskému statku ve vsi. Na chmelařství se orientoval i nejstarší spolek ve vsi: Hospodářská besídka, založená roku 1879. Během osmdesátých let 19. století se Hřivice staly střediskem chmelařství na Podlesí. Chmel byl dominantní zemědělskou plodinou i po druhé světové válce.

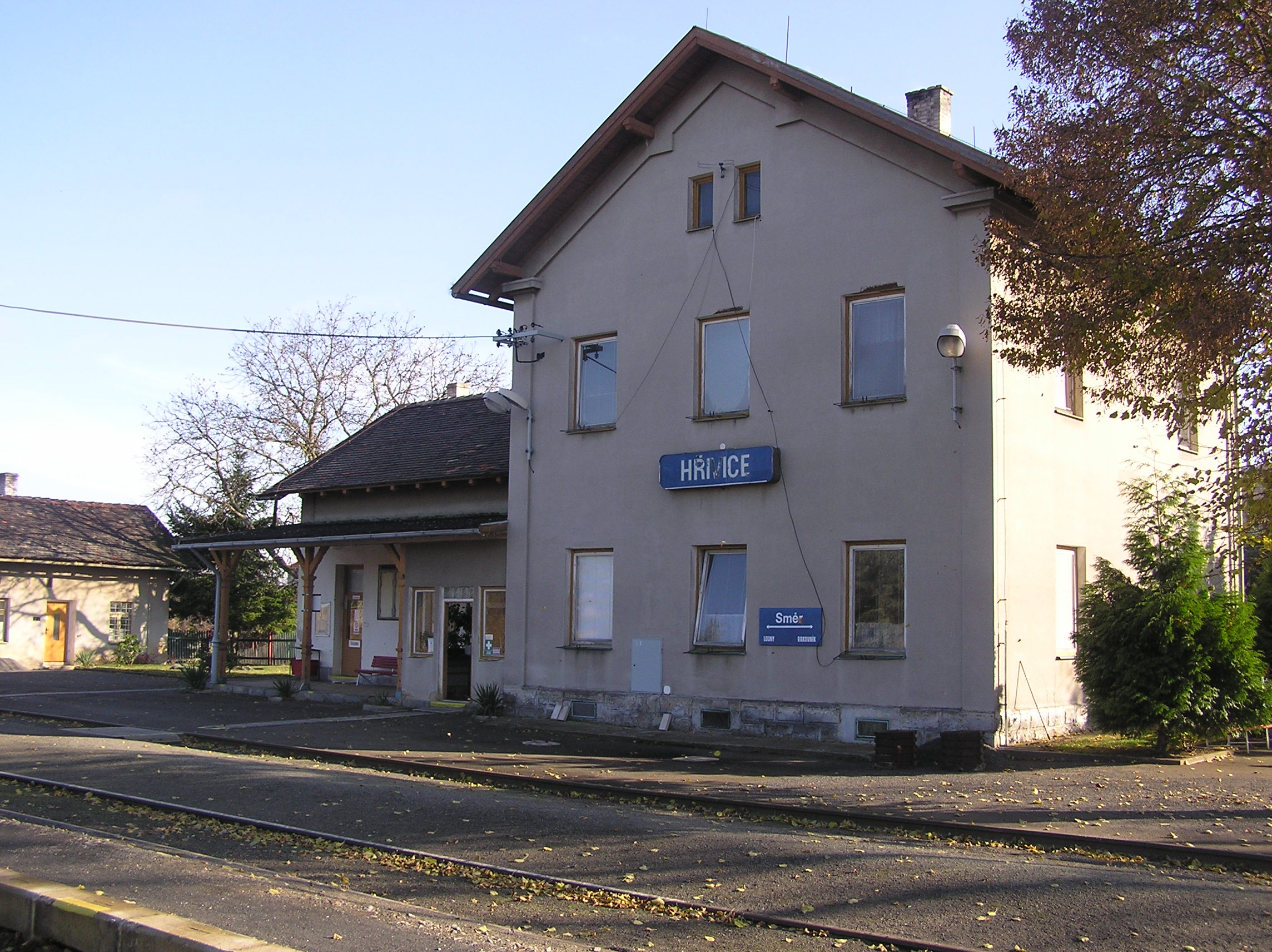
Nádraží

Druhým nejstarším spolkem v obci byli hasiči, založení roku 1882. Spolu se Sokolem, který vznikl v roce 1913, hráli ve společenském a kulturním životě Hřivic hlavní roli. Místní sokolovna byla postavena roku 1934. V roce 1898 byla otevřena pošta a koncem 19. století zde pracoval lékař. Za první republiky zde byla četnická stanice, muzeum a knihovna. Elektřina byla do Hřivic zavedena roku 1924.
V květnu 1945 došlo v obci a jejím okolí k několika střetům partyzánů, ukrývajících se v okolních lesích, a místních obyvatel s příslušníky wehrmachtu. Při přestřelkách 5. května a 8. května byli padlí na obou stranách. Obětem je věnovaný pomníček na návsi.
V roce 1952 bylo založeno jednotné zemědělské družstvo a roku 1961 zaniklo místní muzeum. Při správní reformě v roce 1981 se Hřivice staly střediskovou obcí, pod níž spadalo deset vesnic. Tento stav trval až do roku 1990.

## Obyvatelstvo
| Obec Hřivice                                               | Obec Hřivice | Obec Hřivice | Obec Hřivice | Obec Hřivice | Obec Hřivice | Obec Hřivice | Obec Hřivice | Obec Hřivice | Obec Hřivice | Obec Hřivice | Obec Hřivice | Obec Hřivice | Obec Hřivice | Obec Hřivice |
|                                                            | 1869         | 1880         | 1890         | 1900         | 1910         | 1921         | 1930         | 1950         | 1961         | 1970         | 1980         | 1991         | 2001         | 2011         |
| ---------------------------------------------------------- | ------------ | ------------ | ------------ | ------------ | ------------ | ------------ | ------------ | ------------ | ------------ | ------------ | ------------ | ------------ | ------------ | ------------ |
| Obyvatelé                                                  | 1 076        | 1 181        | 1 286        | 1 370        | 1 351        | 1 414        | 1 446        | 1 074        | 986          | 897          | 740          | 594          | 582          | 623          |
| Místní část Hřivice                                        |              |              |              |              |              |              |              |              |              |              |              |              |              |              |
| Obyvatelé                                                  | 580          | 651          | 671          | 691          | 712          | 745          | 749          | 548          | 544          | 486          | 418          | 385          | 379          | 365          |
| Domy                                                       | 81           | 91           | 88           | 95           | 109          | 117          | 153          | 160          | 190          | 149          | 150          | 170          | 162          | 168          |
| Data z roku 1961 zahrnují i domy z místní části Markvarec. |              |              |              |              |              |              |              |              |              |              |              |              |              |              |

## Části obce
- Hřivice
- Markvarec
- Touchovice

## Pamětihodnosti
- Hradiště na vrchu Okrouhlíku nad obcí z doby bronzové
- Kostel svatého Jakuba Apoštola stojí na návrší nad návsí na místě staršího gotického kostela, zničeného roku 1724 požárem. Byl postaven téhož roku. V jeho průčelí jsou v nikách plastiky svatých Prokopa a Vojtěcha. V nice v závěru kostela je socha svatého Kryštofa.[17] Stavba prošla renovací roku 1948 a v letech 1993–1994 dostala novou střešní krytinu. Fasáda byla renovována v roce 2016.
- Památník padlým z první světové války vznikl podle návrhu architekta Dufka z Hořic z roku 1924 a s připojenou deskou jmen padlých ve druhé světové válce.[17]
- Barokní zvonice se zvonem Jakub z roku 1506.
- Jihozápadně od obce se nachází přírodní památka Kozinecká stráň.

## Osobnosti
- Martin Gallina (1682–1730), rodák z Hřivic, od roku 1705 pracoval jako učitel v Cítolibech. Jeho žákem byl Václav Jan Kopřiva, zakladatel Cítolibské skladatelské školy, syn Jan Adam Gallina do této školy rovněž patřil a byl ředitelem citolibské zámecké kapely.
- Antonín Lukáš (1856–1950), syn sedláka, byl starostou v letech 1885–1906. V obecních volbách byl zvolený sedmkrát po sobě. Zastával funkci župního hasičského inspektora a byl jednatelem místních hasičů. Zasedal v okresním výboru, kde měl na starosti komunikace. Pro obec ze svých prostředků zakoupil Ottův slovník naučný. Byl předsedou melioračního družstva a místní knihovní rady. Několik let byl starostou Sokola, řídil místní spořitelní a záložní spolek. V roce 1909 mu císař udělil Zlatý záslužný kříž. Lukáš ho později věnoval obecnímu muzeu.
- Karel Kádner (1859–1923) byl novinář, básník, hudební skladatel a autor operních libret. Rovněž přeložil patnáct románů z francouzštiny. Vyšlo mu pět básnických sbírek (mj. Za jitra, Violy z Podlesí, V poledne). Na přelomu 19. a 20. století provedla opera Národního divadla tři opery s jeho librety. Vznikající místní knihovně věnoval šedesát knih, knihovna pak nesla jeho jméno. Žil v Praze, ale se Hřivicemi neztratil kontakt, když zde pořádal různé kulturní akce.
- František Štýdl (1865–1951) se narodil v sousedních Konětopech. V letech 1892–1900 a 1913–1926 učil ve Hřivicích, ve druhém období jako řídící. V regionálním tisku publikoval patnáct studií o dějinách Hřivic a spolu s Františkem Štědrým je autorem monografie o obci, která vyšla roku 1915. V rukopise zůstaly jeho obsáhlé dějiny místního hasičského sboru.[18] V roce 1928 založil místní muzeum, do kterého věnoval všechny své sbírky. Vedl místní knihovnu, byl vzdělavatelem Sokola a dramaturgem ochotnického spolku. V roce 1927 byl jmenovaný čestným občanem Hřivic. O rok později se odstěhoval do Prahy, kde prožil zbytek života.